# Bakały
Bakały (ros. Бакалы) – wieś (sieło) w Rosji, w Baszkortostanie, ośrodek administracyjny rejonu bakalińskiego. W 2010 liczyła 9568 mieszkańców.

## Urodzeni
- Marek (Dawletow) – rosyjski biskup prawosławny.
- Władimir Djakow – rosyjski historyk.